# داگلس (اکلاهما)
داگلس(به انگلیسی: Douglas) شهری در ایالت اکلاهما کشور ایالات متحده آمریکا است که جمعیت آن در سرشماری سال ۲۰۱۰ میلادی، ۳۲ نفر بوده‌است.